# NGC 6277
NGC 6277 is een ster in het sterrenbeeld Hercules. Het hemelobject werd op 6 juni 1864 ontdekt door de Duitse astronoom Albert Marth.